# Monotonní gramatika
V teorii formálních jazyků je gramatika monotonní, pokud všechna její přepisovací pravidla jsou tvaru
α → β, kde α a β jsou řetězce neterminálních a terminálních symbolů, v nichž
délka řetězce α je menší nebo rovna délce řetězce β, |α| ≤ |β|, tj. β není kratší než α.
Gramatika je v zásadě monotonní, pokud může obsahovat pravidlo
S → ε,
kde S je počáteční symbol a ε prázdný řetězec; pokud gramatika toto pravidlo obsahuje, S se nesmí objevit na pravé straně žádného pravidla.
Použitím žádného z pravidel monotonní gramatiky se nezkrátí délka řetězce. Pokud gramatika má pouze pravidla, která striktně zvětšují délku řetězce, mluvíme o rostoucí kontextové gramatice.

## Historie
Chomsky (1963) nazývá monotonní gramatiky gramatikami typu 1; ve stejné práci nazývá kontextové gramatiky „gramatikami typu 2“, a dokázal, že tyto dvě definice jsou slabě ekvivalentní (bezkontextové gramatiky byly v této práci označovány za „typ 4“). Číslování gramatik v této Chomského práci z roku 1963 se liší od číslování použitého v popisu hierarchie jazyků, známé dnes jako Chomského hierarchie, protože Chomsky se snažil zdůraznit rozdíl mezi slabou [generativní] a silnou [strukturální] ekvivalencí; ve své práci z roku 1959 používal označení „gramatiky typu 1“ pro kontextové gramatiky a „gramatiky typu 2“ pro bezkontextové gramatiky.

## Příklad
| S  | → | abc  |
| S  | → | aSBc |
| cB | → | Bc   |
| bB | → | bb   |

Tato gramatika s počátečním symbolem S generuje jazyk
{ anbncn : n ≥ 1 },
který není bezkontextový, jak lze dokázat pomocí pumping lemmatu pro bezkontextové jazyky.
Kontextová gramatika pro stejný jazyk je ukázána níže.

## Transformace na kontextovou gramatiku
Každou monotonní gramatiku (N, Σ, P, S) lze transformovat na kontextovou gramatiku (N’, Σ, P’, S) takto:
1. Pro každá terminální symbol a ∈ Σ, zavedeme nový neterminální symbol [a] ∈ N’, a nové pravidlo ([a] → a) ∈ P’.
2. Ve všech pravidlech z množiny P, nahradíme každý terminální symbol a jemu odpovídajícím neterminálním symbolem [a]. Díky tomu všechna tato pravidla přejdou na tvar X1...Xm → Y1...Yn pro neterminály Xi, Yj a m≤n.
3. Každé pravidlo X1...Xm → Y1...Yn, kde m>1 nahradíme celkem 2m pravidly:[pozn. 1]

| X1 | X2 | ... | Xm-1 | Xm |      |     |    | → | Z1 | X2 | ... | Xm-1 | Xm |      |     |    |
| Z1 | X2 | ... | Xm-1 | Xm |      |     |    | → | Z1 | Z2 | ... | Xm-1 | Xm |      |     |    |
|    |    |     |      |    |      |     |    | : |    |    |     |      |    |      |     |    |
| Z1 | Z2 | ... | Xm-1 | Xm |      |     |    | → | Z1 | Z2 | ... | Zm-1 | Xm |      |     |    |
| Z1 | Z2 | ... | Zm-1 | Xm |      |     |    | → | Z1 | Z2 | ... | Zm-1 | Zm | Ym+1 | ... | Yn |
| Z1 | Z2 | ... | Zm-1 | Zm | Ym+1 | ... | Yn | → | Y1 | Z2 | ... | Zm-1 | Zm | Ym+1 | ... | Yn |
| Y1 | Z2 | ... | Zm-1 | Zm | Ym+1 | ... | Yn | → | Y1 | Y2 | ... | Zm-1 | Zm | Ym+1 | ... | Yn |
|    |    |     |      |    |      |     |    | : |    |    |     |      |    |      |     |    |
| Y1 | Y2 | ... | Zm-1 | Zm | Ym+1 | ... | Yn | → | Y1 | Y2 | ... | Ym-1 | Zm | Ym+1 | ... | Yn |
| Y1 | Y2 | ... | Ym-1 | Zm | Ym+1 | ... | Yn | → | Y1 | Y2 | ... | Ym-1 | Ym | Ym+1 | ... | Yn |
kde každé Zi ∈ N’ je nový neterminální symbol, který se neobjevuje nikde jinde.
Například výše uvedenou monotonní gramatiku generující jazyk { anbncn | n ≥ 1 } lze převést na následující kontextovou gramatiku s počátečním symbolem S, která generuje stejný jazyk:
|     | [a] | → | a   |     |     |     | z kroku 1                          |
|     | [b] | → | b   |     |     |     | z kroku 1                          |
|     | [c] | → | c   |     |     |     | z kroku 1                          |
|     | S   | → | [a] | [b] | [c] |     | z kroku 2, nezměněno               |
|     | S   | → | [a] | S   | B   | [c] | z kroku 2, nezměněno               |
| [c] | B   | → | B   | [c] |     |     | z kroku 2, dále změněno níže       |
| [c] | B   | → | Z1  | B   |     |     | změněno z výše uvedeného v kroku 3 |
| Z1  | B   | → | Z1  | Z2  |     |     | změněno z výše uvedeného v kroku 3 |
| Z1  | Z2  | → | B   | Z2  |     |     | změněno z výše uvedeného v kroku 3 |
| B   | Z2  | → | B   | [c] |     |     | změněno z výše uvedeného v kroku 3 |
| [b] | B   | → | [b] | [b] |     |     | z kroku 2, dále změněno níže       |
| [b] | B   | → | Z3  | B   |     |     | změněno z výše uvedeného v kroku 3 |
| Z3  | B   | → | Z3  | Z4  |     |     | změněno z výše uvedeného v kroku 3 |
| Z3  | Z4  | → | [b] | Z4  |     |     | změněno z výše uvedeného v kroku 3 |
| [b] | Z4  | → | [b] | [b] |     |     | změněno z výše uvedeného v kroku 3 |

## Expresivní síla
Podobně existuje snadný postup pro převod libovolné monotonní gramatiky do Kurodovy normální formy.
Naopak, každá kontextová gramatika a každá gramatika v Kurodově normální formě je triviálně také monotonní gramatikou.
Proto monotonní gramatiky, gramatiky v Kurodově normální formě, a kontextové gramatiky mají stejný expresivní sílu.
Přesněji, monotonní gramatiky popisují právě kontextové jazyky, které neobsahují prázdný řetězec, zatímco v zásadě monotonní gramatiky popisují právě množinu kontextových jazyků.